# Cobourg
Cobourg – miejscowość (ang. town) w Kanadzie, w prowincji Ontario, w hrabstwie Northumberland.
Powierzchnia Cobourg to 22,37 km².
Według danych spisu powszechnego z roku 2001 Cobourg liczy 17 172 mieszkańców (767,64 os./km²).